# Juanjo Guarnido
Juanjo Guarnido (Granada, 1967) es un dibujante español y el coautor de la serie de cómics Blacksad. 

## Biografía
Juan José Guarnido nació en Granada, España, y se crio en Salobreña, Granada, en 1967. Estudió la especialidad de Dibujo en la Facultad de Bellas Artes de la Universidad de Granada. Colaboró con distintos fanzines y produjo trabajos para la editorial que en aquella época publicaba los cómics de Marvel en España, Cómics Forum (una división de Editorial Planeta). Desde ahí intentó dar el salto a Marvel en Gran Bretaña, Marvel UK o directamente la casa matriz en Nueva York, como hicieron otros dibujantes de la misma editorial, pero su trabajo fue inexplicablemente rechazado. 
Debido al pequeño tamaño de la industria del cómic en España, se vio forzado a buscarse la vida haciendo cosas diferentes. En 1990, abandonó Granada y se trasladó a Madrid, donde trabajó en series de televisión durante tres años. Ahí conoció a Juan Díaz Canales, con quien compartía la idea de crear cómics. En 1993, Guarnido consiguió un trabajo en Walt Disney Studios en Montreuil (Francia), por lo que se mudó a París. Juanjo fue el animador principal del personaje Sabor en la película de Disney Tarzán.
Tras abandonar Disney, volvió a entablar relaciones con Canales. Después de ponerse en contacto con varias editoriales, Guarnido y Canales firmaron con la editorial francesa Dargaud. En noviembre de 2000, se publicó Quelque part entre les ombres (Algún lugar entre las sombras).
En 2013 ganó dos premios Eisner, el primero de ellos compartido con Juan Díaz Canales, en la categoría de Mejor edición norteamericana de material internacional por su trabajo en Silent Hell (El infierno, el silencio), cuarto episodio de la serie Blacksad y el segundo en solitario, en la categoría de Mejor ilustrador/Artista multimedia.

## Premios
- 2000: Premio al Mejor Primer Trabajo en el Lys-lez-Lannoy Festival[3]
- 2000: Prix spécial at the Rœulx (Belgium) festival[3]
- 2000: Prix Némo at the Maisons-Laffitte festival[3]
- 2000: Prix découverte at Sierre International Comics Festival[4]
- 2001: Best Artwork Award at Festival de Chambéry[5]
- 2001: Premi Tosep Toutain a Autor revelación en el Saló del Còmic de Barcelona.[6]
- 2002: Best Artwork Award at Grand Prix Albert Uderzo[5]
- 2003: Prix spécial du jury au Sierre International Comics Festival[5]
- 2004: Angoulême Audience Award, por Arctic-Nation
- 2004: Angoulême Best Artwork Award, por Arctic-Nation
- 2004: Virgin Prize al Best Album, por Arctic-Nation[7]
- 2006: Angoulême Best Series Award, por la serie Blacksad[8]
- 2011: Eisner Award 'Best Painter/Multimedia Artist' (Mejor artista completo) por Blacksad 4: El infierno, el silencio[9]
- 2014: Premio Nacional del Cómic por Blacksad 5: Amarillo.[10]
- 2015: Eisner Award - Mejor Álbum Internacional por Blacksad 5: Amarillo